# Milejów (gmina)
Milejów – gmina wiejska w województwie lubelskim, w powiecie łęczyńskim. W latach 1975–1998 gmina położona była w województwie lubelskim. Stanowi część aglomeracji lubelskiej zgodnie z koncepcją P. Swianiewicza i U. Klimskiej.
Oficjalna siedziba gminy to Milejów, choć urząd gminy znajduje się we wsi Milejów-Osada.
Według danych z 30 czerwca 2004 gminę zamieszkiwało 9286 osób. Natomiast według danych z  31 grudnia 2021 gmina była zamieszkiwana przez 8971 osób.

## Historia
Do 1954 roku istniała gmina Brzeziny, której siedzibą był Milejów.

## Struktura powierzchni
Według danych z roku 2002 gmina Milejów ma obszar 115,66 km², w tym:
- użytki rolne: 77%
- użytki leśne: 14%

Gmina stanowi 18,25% powierzchni powiatu.

## Demografia

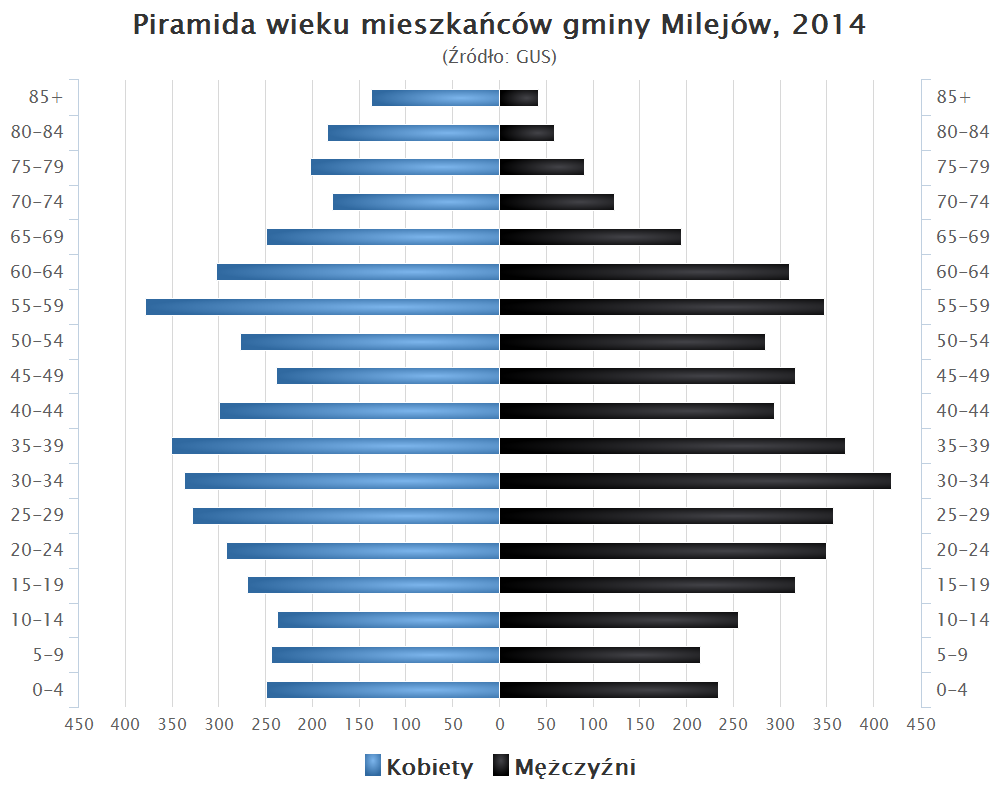
Piramida wieku mieszkańców gminy Milejów w 2014 roku

Dane z 30 czerwca 2004:
| Opis                              | Ogółem | Ogółem | Kobiety | Kobiety | Mężczyźni | Mężczyźni |
| --------------------------------- | ------ | ------ | ------- | ------- | --------- | --------- |
| jednostka                         | osób   | %      | osób    | %       | osób      | %         |
| populacja                         | 9286   | 100    | 4718    | 50,8    | 4568      | 49,2      |
| gęstość zaludnienia (mieszk./km²) | 80,3   | 80,3   | 40,8    | 40,8    | 39,5      | 39,5      |

## Sołectwa
Antoniów, Antoniów-Kolonia, Białka, Białka-Kolonia, Cyganka, Dąbrowa, Górne, Jaszczów, Jaszczów-Kolonia, Kajetanówka, Klarów, Łańcuchów, Łysołaje, Łysołaje-Kolonia, Maryniów, Milejów, Milejów-Osada, Ostrówek-Kolonia, Popławy, Starościce, Wólka Bielecka, Wólka Łańcuchowska, Zalesie, Zgniła Struga.

## Sąsiednie gminy
Łęczna, Mełgiew, Piaski, Puchaczów, Siedliszcze, Trawniki